# アイリーン・リギン
アイリーン・ミュリエル・リギン（Aileen Muriel Riggin、1906年5月2日 - 2002年10月19日）はアメリカの競泳・飛込競技の選手。結婚後の名前であるアイリーン・ソウルでも知られる。

## 経歴

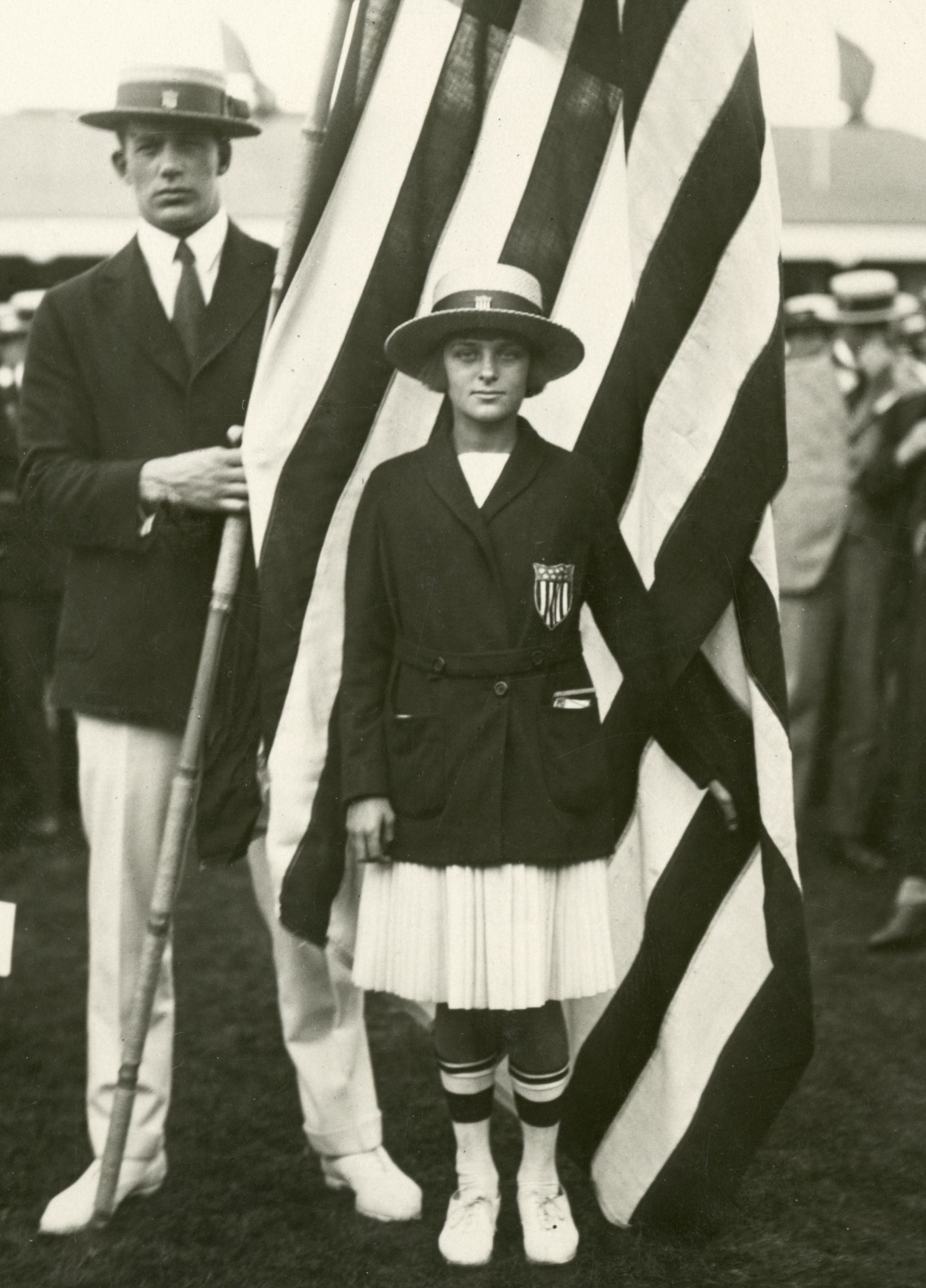
1920年のオリンピックにおけるアイリーン・リギン

ロードアイランド州ニューポート生まれ。 6歳の時にマニラ湾で泳ぐのを習い、1919年に飛込を始めた。1920年にアントワープで開催された夏季オリンピックで女子飛板飛込に出場し金メダルを獲得した。これは当時としては最年少金メダリストであった（のちにマージョリー・ゲストリングが更新している）。最も小さいオリンピック金メダリストでもある、身長は4フィート8インチ (1.42 m) であり体重は 65ポンド (29 kg)である。その後1924年のパリオリンピックにも出場し、飛板飛込で銀メダル、100m背泳ぎで銅メダルを獲得し、飛込競技と競泳のどちらでもメダルを獲得した唯一の女子選手となった。
アマチュア運動連合（AAU）の屋外飛板飛込で3つ、屋内飛板飛込で1つ、競泳リレーで2つのタイトルを獲得した。1926年グレートランド・ライスのために最初の水中映画と最初のスローモーションによる指導映画を制作したあと、競技から引退し、世界中の水上における活動に関連するショーを組織するのを援助した。その後はハリウッドでいくつか映画を作成し、ジャーナリストとして成功し、結婚してアイリーン・ソウルという名前に変わった。
1957年に夫とともにハワイに移住し、1967年に国際水泳殿堂入りを果たした。ハワイ・シニア・ゲームス・アソシエーションの設立の援助も行った。資金調達と動機づけのプレゼンの結果、1988年に国際水泳殿堂でさらなる称賛を受けた。
ハワイのホノルルで老衰のため死去した。1920年のオリンピックのチャンピオンでは最も最近まで生きていた。